# Tom Nissalke
Thomas Edward Nissalke (Madison, 7 de julio de 1932-Salt Lake City, 22 de agosto de 2019) fue un entrenador de baloncesto estadounidense.

## Carrera deportiva
Entrenó a varios equipos de la NBA y ABA., logrando un récord como entrenador de 371 victorias y 508 derrotas. Dallas Chaparrals/San Antonio Spurs, Seattle SuperSonics, Utah Stars, Houston Rockets, Utah Jazz y Cleveland Cavaliers fueron los equipos a los que dirigió a lo largo de su carrera.
Fue nombrado mejor entrenador tanto en la NBA como en la ABA. 
Luego fue un radio analista de los Utah Jazz. 

## Vida personal
En enero de 2006, su esposa Nancy, de 46 años, murió de cáncer.
El 22 de agosto de 2019, a los 87 años, fallece en su casa de Salt Lake City en Utah.